# André Grétry
André Ernest Modeste Grétry (1741-1813) là nhà soạn nhạc, nhà phê bình âm nhạc người Pháp gốc Bỉ.

## Cuộc đời và sự nghiệp
André Grétry học nhạc tại Liège. Năm 1759, Grétry sang Ý học tiếp, tốt nghiệp Viện Hàn lâm Âm nhạc Bologne. Năm 1766, ông sang Genève, Thụy Sĩ, từ đó làm theo lời khuyên của Voltaire chuyển sang Paris vào năm sau. Chẳng bao lâu Grétry trở thành một người sáng tác opera nổi tiếng. Năm 1795, ông nhậm chức thanh tra của Nhạc viện Paris khi đó mới được thành lập không lâu. Năm 1803, ông là viện sĩ Viện Pháp quốc.

## Phong cách âm nhạc
Sáng tác của André Grétry thể hiện những tư duy và thẩm mỹ của những tổ chức xã hội tiên tiến của Pháp lúc đó. Ông thường sử dụng những hình thức nhỏ của hát opera như arietta, romance, đưa nhiều âm hưởng tiếng nói vào các bè hát trong opera, áp dụng những yếu tố ngâm ngợi của Pháp. Ông có ảnh hưởng lớn đến sự phát triển của opera hài của Pháp.

## Các tác phẩm
André Grétry đã viết:
- Khoảng 60 vở opera, nổi bật hơn cả là[2]:

- Người tình ghen tuông (1778)
- Đoàn lái buôn thành Cairo (1783)
- Richard Sư tử Tâm (1784)

- sáu bản giao hưởng
- Bản concerto cho sáo
- Các bản requiem, motet, sonata
- sáu bản tứ tấu đàn dây
- Các bản romance